# Конка деи Марини
Конка деи Марини је насеље у Италији у округу Салерно, региону Кампанија.
Према процени из 2011. у насељу је живело 597 становника. Насеље се налази на надморској висини од 179 м.

## Становништво
| 1951. | 1961. | 1971. | 1981. | 1991. | 2001. | 2011. |
| ----- | ----- | ----- | ----- | ----- | ----- | ----- |
| 758   | 735   | 726   | 694   | 670   | 697   | 730   |